# 福島市立図書館
福島市立図書館（ふくしましりつとしょかん）は、福島県福島市松木町にある公共図書館である。

## 概要
本館の他、2つのライブラリーや16の学習センター及び分館がある。移動図書館「しのぶ号」も福島市内を巡回している。
現在福島市立図書館として使用している建物は、1958年（昭和33年）頃から1984年（昭和59年）頃まで福島県立図書館として使われてきた建物であった。同一敷地内に隣接して福島市公会堂と福島市中央学習センターがあり、渡り廊下で連絡されている。

## 沿革

### 年表
- 1908年（明治41年） 9月 - 市立図書館が腰浜町に開館。
- 1927年（昭和2年）3月 - 本町に移転。
- 1929年（昭和4年）3月 - 全蔵書類を県に寄付し、市立図書館閉館（同年10月、県立図書館が開館）。
- 1985年（昭和60年）4月 - 昭和59年5月に無償譲受された旧県立図書館を、市立図書館として再開館。

### 寄贈図書廃棄事件
1994年（平成6年）5月、福島大学名誉教授の菅野宏が寄贈した万葉集関係の図書66冊を受贈からわずか4か月で廃棄・焼却処分していたことが判明した。図書館関係者は市立図書館の改革と職員体制の変革を訴え、福島市は1995年（平成7年）4月から職員を2人配置して対応するとともに、1996年（平成8年）の秋採用で司書3人を公募することと、清水学習センターを建設することで図書館を充実させることを発表した。

## 各施設

### ライブラリー
- 西口ライブラリー（コラッセふくしま3階）
- 子どもライブラリー（こむこむ1階）

### 学習センター
- 蓬莱学習センター
- 清水学習センター
- もちずり学習センター
- 北信学習センター
- 飯坂学習センター
- 吾妻学習センター
- 三河台学習センター
- 渡利学習センター
- 杉妻学習センター
- 吉井田学習センター
- 西学習センター
- 信陵学習センター
- 松川学習センター
- 信夫学習センター
- 飯野学習センター

### 分館
- 吾妻学習センター分館